# Indianapolis Tennis Championships 1990
LIndianapolis Tennis Championships 1990 è stato un torneo di tennis giocato sul cemento. È stata la 3ª edizione del torneo, che fa parte della categoria Championship Series nell'ambito dell'ATP Tour 1990. Si è giocato all'Indianapolis Tennis Center di Indianapolis negli Stati Uniti, dal 13 al 19 agosto 1990.

## Campioni

### Singolare
Boris Becker ha battuto in finale  Peter Lundgren con il punteggio di 6–3, 6–4

### Doppio
Scott Davis /  David Pate hanno battuto in finale  Grant Connell /  Glenn Michibata con il punteggio di 4–6, 6–2, 6–2